# Ернст Зілер
Ернст Зілер (нім. Ernst Sieler; 22 серпня 1893, Альтенбург — 6 жовтня 1983, Бернау) — німецький воєначальник, генерал-лейтенант вермахту (1 липня 1943). Кавалер Лицарського хреста Залізного хреста з дубовим листям.

## Біографія
Учасник Першої світової війни. Після демобілізації армії залишений в рейхсвері, служив у піхоті. З 1 листопада 1938 року — керівний співробітник Імперського військового суду. З 1 жовтня 1939 року — командир 46-го піхотного полку 30-ї піхотної дивізії. Учасник Французької кампанії та Німецько-радянської війни. Відзначився у боях у Старої Русси, а 1942 року — під Дем'янськом. З 16 листопада 1942 року — командир 304-ї піхотної дивізії, дислокованої у Франції. В січні 1943 року дивізія була перекинута на Східний фронт. Відзначився у боях під Одесою. В січні 1945 року дивізія Зілера була знищена на Віслі. З лютого 1945 року — командир 59-го армійського корпусу. 11 травня 1945 року взятий у полон радянськими військами в Бенешау. 23 вересня 1949 року засуджений військовим трибуналом до 25 років таборів. 9 жовтня 1955 року переданий владі ФРН та звільнений.

## Нагороди
- Залізний хрест 2-го і 1-го класу
- Почесний хрест ветерана війни з мечами
- Медаль «За вислугу років у Вермахті» 4-го, 3-го, 2-го і 1-го класу (25 років)
- Застібка до Залізного хреста 2-го і 1-го класу
- Лицарський хрест Залізного хреста з дубовим листям
  - лицарський хрест (12 вересня 1941)
  - дубове листя (№502; 24 червня 1944)
- Німецький хрест в золоті (23 лютого 1944)